# Isabella Lewandowski

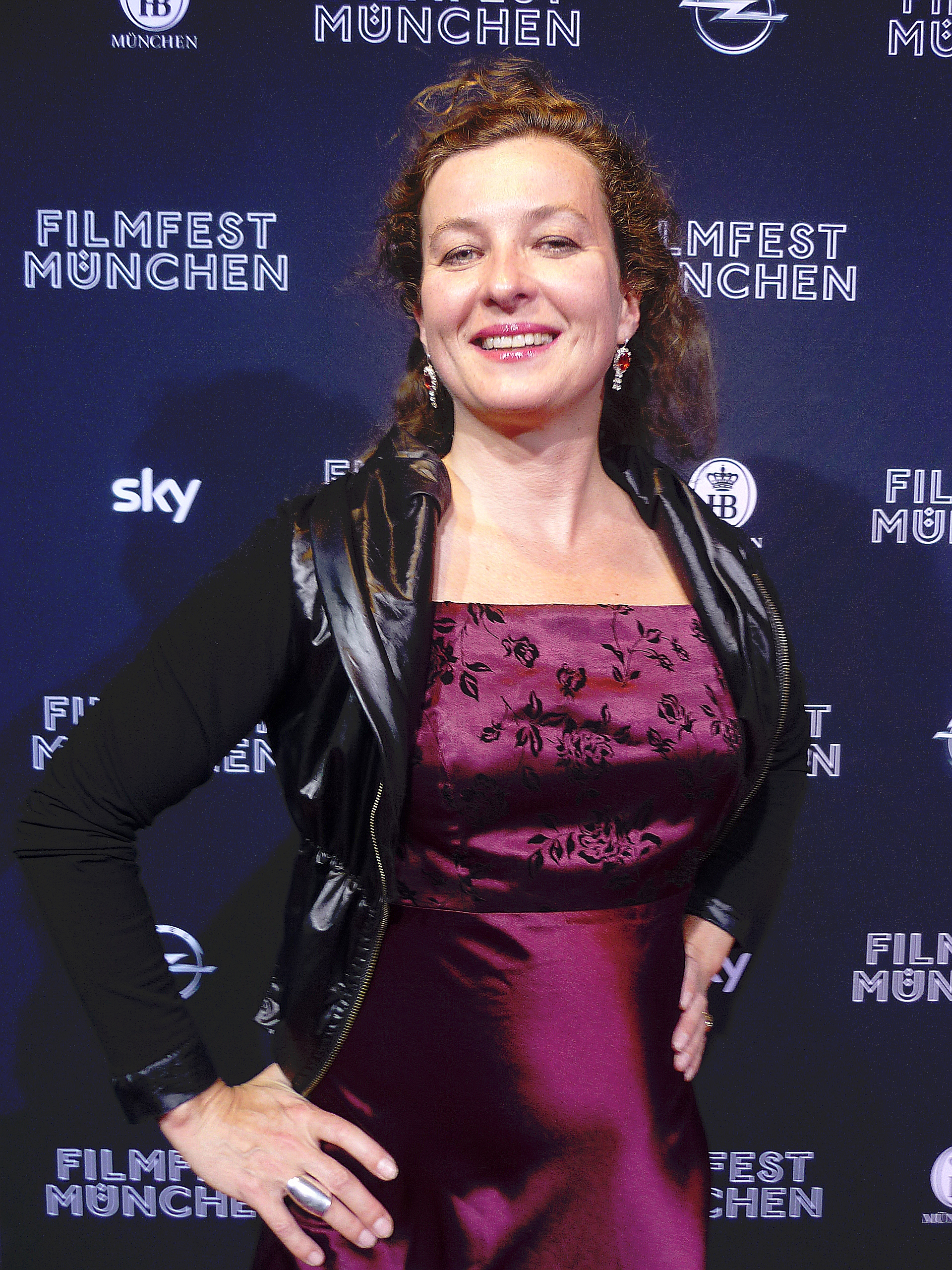
Isabella Lewandowski auf dem Filmfest München (2016)

Isabella Lewandowski (* 2. November 1970 in Stettin) ist eine deutsche Schauspielerin für Theater, Film und Fernsehen polnischer Herkunft.

## Leben
Sie verbrachte die ersten acht Jahre in Stettin, dann zog sie mit ihrer Familie nach Deutschland. Ihr Onkel war der polnische Mittelstreckenmeister und Chirurg Stefan Lewandowski.
Nach dem Abitur am humanistischen Gymnasium Hammonense in Hamm studierte sie von 1991 bis 1994 Schauspiel an der Schauspielschule der Keller im Theater der Keller in Köln. Es folgte ein dreijähriges Engagement am Theater Erfurt. 1997 bis 2002 spielte sie am  Theater Dortmund. Neben ihrer Theaterkarriere war sie in den RTL-Serien Die Wache und Notaufnahme zu sehen. Maßgeblich als Lehrer für Filmschauspiel war Klaus Emmerich. In der Hörspielproduktion Point Whitmark in Zusammenarbeit mit Volker Sassenberg als Produzent gab sie der Figur Sera Goodwinter ihre Stimme.
Beeinflusst ist ihre Arbeit durch das theatrale Lebenswerk von Jerzy Grotowski sowie von Partizipation in der Performancekunst. Isabella Lewandowski lebt in Bestensee bei Berlin.

## Filmografie
- 1994: Die Wache
- 1994: Notaufnahme
- 1997: The Connections III
- 2005: Um 4 Uhr 48
- 2007: Märzmelodie
- 2009: Wie Matrosen
- 2009: Allein zu Zweit
- 2010: Emotionen im Alltag – die komplexe Welt der mentalen Zustände
- 2010: eMANNzipation
- 2012: Klowinski, Regie: Marvin Litwak
- 2013: ELLA, Regie Kim Münster, Kurzfilmfestivals in Italien, Schottland, Tansania
- 2014: Kleine Fische bringen Glück, Regie: Jacek Kubaczynski, Produktion: ÜberRot Film Dortmund
- 2016: Chalaza, Kurzfilm, Produktion: die-produzenten [berlin]
- 2018: Anonyme Spurensuche – Social Spot, Regie: Kim Münster, Produktion: Treibsand Film
- 2018: Parallel Lines, Dokumentarfilm, ff Künstlerinnen Kollektiv, Regie und Produktion: Gittan Jönsson
- 2019: Out of Body Experience, Regie: Tobias Stubbe, Produktion: Cineastic Filmproduktion GmbH
- 2020: Auch Frau R. will nicht mehr, Regie: Juliane Mehrhoff, Produktion: HTW Berlin
- 2023: Wir sind das Dunkle Herz der Stadt, Dokumentarfilm über die Gängeviertel Hamburg, Regie: Andreas Karmers

## Theaterrollen und Performances (Auswahl)
- 1989: Maria Magdalena – Die Kinder des Teufels (Felix Mitterer)
- 1990: Mary – Doppelt Leben hält besser (Cooney) Theater Filou in Beckum - Regie: Ralf Klatt
- 1994: Ismene – Antigone (Sophokles) – Regie Götz Brandt, Schauspiel Theater Erfurt
- 1994: Furcht und Elend des Dritten Reiches (Brecht) – Regie Wolfgang Trautwein, Theater der Keller in Köln
- 1994: Maria – Glaube Liebe Hoffnung (Horváth) – Regie Götz Brandt, Schauspiel Theater Erfurt
- 1995: Lucius Junior - Titus Andronicus (Shakespeare) – Regie Robin Telfer, Schauspiel Theater Erfurt
- 1995: Leontine – Der Biberpelz (Hauptmann) – Regie Hella Müller, Schauspiel Theater Erfurt
- 1996: Ms Flinn – Einer flog über das Kuckucksnest – Regie Robin Telfer, Schauspiel Theater Erfurt
- 1996: Mary – Die kahle Sängerin (Ionesco) – Regie Götz Brandt, Schauspiel Theater Erfurt
- 1996: Wirtin – Der Mann von la Mancha (Wassermann) – Regie Generalintendant Dietrich Taube, Schauspiel Theater Erfurt
- 1996: Das Fräulein – Der Sohn (Hasenclever) – Regie Harald Siebler, Schauspiel Theater Erfurt
- 1996: Poppy – Der nackte Wahnsinn (Frayn) Regie Robin Telfer,  Schauspiel Theater Erfurt
- 1996: Candida – Der Fächer (Goldoni), Theater Erfurt
- 1997: Marianne – Tartuffe (Molière), Regie Peter Rein, Theater Erfurt
- 1997: Audrey – Wie es euch gefällt (Shakespeare) Regie Peter Rein, Theater Erfurt
- 1998: Hilde – Sophies Welt (Gaarder) auf einer Deutschlandtournee, Regie Wolfgang Trautwein, Theater Dortmund
- 1999: Hure –  Die Dreigroschenoper (Brecht) – Regie Wolfgang Trautwein, Theater Dortmund
- 2000: Daisy – Ich lieb dich, ich lieb dich nicht (Kesselman) Theater Dortmund
- 2000: Lena – Leonce und Lena (Büchner), Theater Dortmund
- 2001: Titelrolle in Die Tochter des Ganovenkönigs (de Bont) – Regie Gerhard Fehn, Theater Dortmund
- 2001: Ingrid – Peer Gynt (Ibsen) – Regie Matthias Komm,  Theater Dortmund
- 2002: Rachel – Vincent (Gruhn) Theater Dortmund
- 2002: Titelrolle in Antigone (Anouilh) Regie Kuno Windisch
- 2005: Brüllchor – Ensemble DADA Gedichte (Schwitters, Jandl) Theater Intervall Berlin
- 2005: Königin Margarethe – Yvonne, die Burgunderprinzessin (Gombrowicz), Theaterhaus Mitte Berlin
- 2003–2007: Gülnare, Königstochter – Der Traum ein Leben (Grillparzer) – Regie Jaime Tadeo Mikán, im Schloss Belvedere in Potsdam
- 2008: Körper – Die Farm – Choreographie Felix Ruckert in Berlin
- 2008: Lucia Joyce – Wake your fun in wonderland again – Regie Celso Baquil, in Berlin
- 2009: Scheherazade – Geschichten aus 1001 Nacht – Regie Stephan Maria Fischer, in Berlin
- 2009: Performer – Participative Scores – Choreographie Stephane Fratti, in Berlin
- 2010: Frau – Lust und Lügen – Regie Felix Ruckert, in Berlin
- 2011: Helena – Ein Sommernachtstraum, szenische Lesung – Regie Juliane Meyerhoff, Landschaftspark Herzberge Berlin
- 2011: Bäuerin – Historisches Santok – Regie Sven-Eric Simmson Open Air Parcours in Santok
- 2012: Guide – Multiplayer Video-Walk, Regie Daniel Wetzel – Rimini-Protokoll im Rahmen des Talent-Campus der Berlinale
- 2013: Titania – Ein Sommernachtstraum – Theater JuLiMe Berlin im Landschaftspark Herzberge Berlin
- 2014: ff -Temporary Autonomous Zone 3 – Outliers - overnight performance im „Teatr Studio“ im Palast der Kultur in Warschau, Polen
- 2014: Kassandra, Ikarus – Pangea Ultima – la Chute d´ Icare, Regie Bernard Garo – Collectif de la Derniere Tangente, Theater Usine a Gaz in Nyon, Theatre Victor Hugo in Paris
- 2015: Titelrolle Undine – Undine (Jean Giraudoux), Regie Juliane Meyerhoff – Landschaftspark Herzberge Berlin
- 2016–2017: Titania/Hippolita – Ein Sommernachtstraum (Shakespeare) – Theater JuLiMe Berlin
- 2018: Ropes and Sensoruim – The Sonancy of Falling and Standing Repeatedly – interaktive Performance – Konzept/Ausstellung Melissa Steckbauer, Galerie im Turm Berlin
- 2022: Maskenball Inkognito – Regie Bille Behr – Ballhaus Mitte Berlin, Theater Anu Berlin

## Reportagen und Hörspiel
- 1996–1997: ARD/ZDF: KI.KA – Kinderkanal, Trailer und Reportagen
- 2001–2003: WDR – Fernsehen (Landesstudio Dortmund), Der Kinderweltspiegel Null-acht-13 – Planet Wissen
- 2002–2003: WDR – Hörfunk, Stichtag heute
- 2005: KOKAIN – Walter Rheiner, Hörbuch zur gleichnamigen Novelle des Dichters Walter Rheiner mit Marc Bator, Ulrich Tukur und Helmut Krauss, Regie und Produktion: Andreas Karmers
- 2002–2009: Universal Music, Stammrolle in Hörspielserie Point Whitmark
- 2012: Hörspiel Heeresbericht zum gleichnamigen Roman von Edlef Köppen (als Freifrau von Grabow), Regie und Produktion: Andreas Karmers, erschienen bei Edition Apollon
- 2012: Pier Paolo Pasolini – ein literarisch philosophisches Porträt des Filmemachers, gelesen mit Prof. Hans Ulrich Reck, Edition Apollon
- 2013: Emmy Hennings – Das Märchen ist zu Ende (als Marietta di Monaco), Regie und Produktion: Andreas Karmers, Edition Apollon
- seit 2014: Sprecherin für die Touren im Müritz-Nationalpark
- 2016: Hörspiel Vorwärts – Vertonung der letzten freien Ausgabe des sozialdemokratischen VORWÄRTS vom 28. Februar 1933, Regie und Produktion: Andreas Karmers
- 2023: Dokumentarfilm - Vertonung: Wir waren das dunkle Herz der Stadt  -  das historische Gängeviertel in Hamburg, Produktion und Regie: Andreas Karmers